# Deltote edentata
Deltote edentata là một loài bướm đêm trong họ Noctuidae.